# Tecostracis
Els tecostracis (Thecostraca) són una subclasse de crustacis maxil·lopodes, que conté 2.135 espècies. Moltes espècies tenen larves planctòniques que es tornen sèssils o paràsits en estat adult.

## Sistemàtica
Aquest article segueix a Martin i Davis i considera els tecostracis com una subclasse de maxil·lòpodes. La subclasse se subdivideix en 3 infraclasses:
- Els ascotoràcids (Ascothoracida Lacaze-Duthiers, 1880)
- Els cirrípedes (Cirripedia Burmeister, 1834)
- Els facetotectes (Facetotecta Grygier, 1985)

Infraclasse Ascothoracida
Els ascotoràcids, amb dos ordres i unes 100 espècies, són paràsits de celenterats i equinoderms.
- Dendrogastrida Grygier, 1987
- Laurida Grygier, 1987

Infraclasse Cirripedia
Els cirrípedes, amb els peus de cabrit i les glans de mar, són el subgrup més important amb unes 1.220 espècies conegudes. Està subdividit en 3 superordres, cadascun amb dos ordres:
Acrothoracica Gruvel, 1905
- Apygophora Berndt, 1907
- Pygophora Berndt, 1907

Rhizocephala Müller, 1862
- Akentrogonida Häfele, 1911
- Kentrogonida Delage, 1884

Thoracica Darwin, 1854
- Pedunculata Lamarck, 1818
- Sessilia Lamarck, 1818

Infraclasse Facetotecta
La infraclasse dels facetotectes conté un únic gènere, Hansenocaris, conegut només per una minúscula larva naupli planctònica, i que no tenen cap forma adulta coneguda, encara que se sospita que siguin paràsits. Alguns investigadors creuen que poden pertànyer a la subclasse dels Tantulocarida i ser les larves desconegudes d'aquest grup; si fos així es resoldrien dos trencaclosques que estan pendents de solució.